# Susanna Tamaro
Susanna Tamaro (* 12. Dezember 1957 in Triest, Italien) ist eine italienische Schriftstellerin, die mit ihrem Welterfolg Geh, wohin dein Herz dich trägt bekannt wurde. Sie ist die Großnichte von Italo Svevo.

## Leben
1976 zog Susanna Tamaro nach Rom. Hier machte sie am Centro Sperimentale di Cinematografia eine Ausbildung zur Filmregisseurin. Nach ihrem Abschluss drehte sie für das italienische Fernsehen (RAI) mehrere naturwissenschaftliche Filme. 1990 wurde sie von Federico Fellini entdeckt; er hatte Per voce sola (deutscher Titel: Love) gelesen und war tief gerührt („Sie hat es vermocht, mich zu rühren, ohne mich zu beschämen“; Federico Fellini). Heute lebt und arbeitet Susanna Tamaro in Rom und bei Orvieto (Umbrien).
Tamaro bezeichnet sich selbst als gläubige und praktizierende Katholikin. In einem Interview mit der Zeitung Die Tagespost berichtet Tamaro, dass sie als Kind einer jüdischen Atheistin und eines taoistischen, zuvor hinduistischen Vaters, der zudem Freimaurer gewesen sei, aufgewachsen sei. Die Beziehung zum katholischen Glauben fand Tamaro nach eigenen Angaben durch ihre Großmutter.

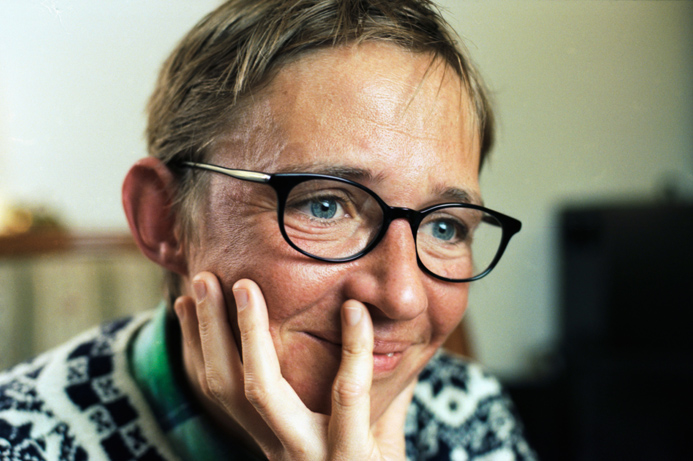
Susanna Tamaro (1995)

## Auszeichnungen
- 1990: Premio Elsa Morante für Kopf in den Wolken.
- 1991: Preis des italienischen PEN-Clubs für Per voce sola.
- 1997: Premio Barbi Colombino.[2]

## Werke

### Romane
- 1989 La testa tra le nuvole
  - Kopf in den Wolken, dt. von Ulrich Hartmann; Beck und Glückler, Freiburg 1991. ISBN 3-924175-70-5
- 1991 Per voce sola
  - Love – fünf Erzählungen, dt. von Maja Pflug; Diogenes, Zürich 1992. ISBN 3-257-01936-X
- 1994 Va’ dove ti porta il cuore
  - Geh, wohin dein Herz dich trägt, dt. von Maja Pflug; Diogenes, Zürich 1995. ISBN 3-257-06058-0
- 1997 Anima mundi
  - Anima Mundi, dt. von Maja Pflug; Diogenes, Zürich 1997. ISBN 3-257-06141-2
- 1997 Cara Mathilda. Lettere a un’amica
  - Cara Mathilda. Briefe an eine Freundin, dt. von Maja Pflug; Diogenes, Zürich 1999. ISBN 3-257-23141-5
- 2001 Rispondimi
  - Antworte mir, dt. von Christel Galliani; Bertelsmann, München 2001. ISBN 3-570-00583-6
- 2002 Più fuoco, più vento
  - Feuer des Herzens, dt. von Ulrich Rausch; Pattloch, München 2003. ISBN 3-629-01664-2
- 2003 Fuori
  - Draußen, dt. von Ulrich Hartmann; Bertelsmann, München 2003. ISBN 3-570-00768-5
- 2006 Ascolta la mia voce
  - Erhöre mein Flehen, dt. von Maja Pflug; Bertelsmann, München 2007. ISBN 3-570-00983-1
- 2008 Luisito. Una storia d’amore
  - Luisito – eine Liebesgeschichte, dt. von Maja Pflug; Bertelsmann, München 2008. ISBN 978-3-570-01050-1
- 2011 Per sempre
  - Mein Herz ruft deinen Namen, dt. von Maja Pflug; Piper, München 2013. ISBN 978-3-492-05509-3
- 2013 Ogni angelo è tremendo
  - Ein jeder Engel ist schrecklich, dt. von Barbara Kleiner; Piper, München 2014. ISBN 978-3-492-05609-0
- 2013 Via Crucis. Meditazioni e preghiere
  - Meditationen über die Passion, dt. von Thomas Mertz; Christiana Verlag 2023. ISBN 978-3-7171-1358-4
- 2013 Un’infanzia: adattamento teatrale di Adriano Evangelisti
- 2014 Sulle orme di San Francesco
- 2014 Illmitz
- 2014 Salta Bart!
- 2015 Un cuore pensante
- 2020 Una grande storia d’amore
  - Geschichte einer großen Liebe; dt. von Barbara Kleiner; Harper Collins, Hamburg  2022. ISBN 978-3-7499-0397-9

### Kinderbücher
- 1992 Cuore di ciccia
  - Der kugelrunde Roberto, dt. von Maja Pflug; Diogenes, Zürich 1993. ISBN 3-257-00809-0
- 1994 Il cerchio magico
  - Der Zauberkreis : ein Märchen für grosse und kleine Kinder, dt. von Ulrich Hartmann; Diogenes, Zürich 1996. ISBN 3-257-06124-2
- 1998 Tobia e l’angelo
  - Tobias und der Engel, dt. von Maja Pflug; Diogenes, Zürich 2000. ISBN 3-257-06254-0
- 2000 Papirofobia
  - Leopoldo und der Bücherberg, dt. von Christine Stemmermann; Diogenes, Zürich 2000. ISBN 3-257-00856-2

### Autobiographie
- 1994 L’umiltá dello sguardo
  - Die Demut des Blicks : wie ich zum Schreiben kam, dt. von Maja Pflug; Diogenes, Zürich 1995. ISBN 3-257-06062-9
- 1999 Verso casa
  - Verso casa : Heimwege, dt. von Esther Hansen und Angela Troni; Pattloch, München 2000. ISBN 3-629-01623-5
- 2013 Ogni angelo è tremendo
  - Ein jeder Engel ist schrecklich, dt. von Barbara Kleiner; Piper, München 2014. ISBN 978-3-492-05609-0